# یوگنی میرونوف
یوگنی میرونوف (روسی: Евге́ний Васлъевич Миро́нов؛ زادهٔ ۱ نوامبر ۱۹۴۹) ورزشکار دو و میدانی اهل روسیه است.